# Аньелли, Умберто
Умберто Аньелли (итал. Umberto Agnelli; 1 ноября 1934, Лозанна, Швейцария — 27 мая 2004, Турин, Италия) — итальянский предприниматель и политический деятель. Брат Джанни Аньелли.
Был генеральным директором Fiat с 1970 по 1976 годы и сенатором Итальянской республики с 1976-го по 1979-й. Также являлся  почётным председателем футбольной команды «Ювентус», президентом Итальянской футбольной ассоциации, а затем председателем компании Fiat с начала 2003 года до своей смерти от рака легких в возрасте 69 лет.

## Бизнес карьера
Родился в Лозанне (Швейцария), был младшим из семи детей. Его отец, Эдуардо, погиб, когда Умберто был один год, а мать погибла в автокатастрофе, когда ему было 11 лет. Один из его старших братьев, Джанни, стал главой семьи и был для Умбертто как отец.
Служил в армии, в Прикладной школе Кавалерия ди Пинероло, как и Джанни и их дедушка
Был председателем «Ювентуса» в 1956—1961 годах, почётным председателем в 1970—2004; председателем Fiat во Франции в 1965—1980; главный исполнительный директор FIAT S.p.A. в 1970—1976, вице-президент в 1976—1993, председатель совета директоров Фиат Авто в 1980—1990, член Международного консультативного совета в 1993—2004, председатель в 2003—2004.
Вступил в должность президента Fiat с 28 февраля 2003 года, сразу после смерти его брата Джованни, который долгое время руководил туринским автопроизводителем. Затем он возглавил Фиат Групп, которая также контролировала несколько итальянских газет и футбольный клуб «Ювентус», в котором он был председателем.
Умберто Аньелли был в процессе восстановления баланса «Фиата» и стоимость акций была в состоянии упадка, когда он внезапно умер от рака легких после почти 18-месячного стабильного состояния. Страдая от рака легких, он провёл последние несколько дней в обществе жены и детей в своей резиденции в Мандрии (ит.), недалеко от Турина, где и умер 27 мая 2004 года. По оценкам журнала Forbes, он был на 68 месте среди самых богатых людей в мире. Его состояние оценивалось приблизительно в 5,5 млрд долл. США.

## Личная жизнь
В 1959 году женился на Антонелле Бечи Пьяджо, с которой у него было три сына. Первые дети, мальчики-двойняшки Энрико и Альберто, умерли вскоре после рождения.
Третьему сыну, Джованни Альберто Аньелли, было суждено добиться успеха в «Фиате», но он умер от рака в возрасте 33 лет в 1997 году. У Джованни остались жена Эвери Аньелли и дочь Вирджиния Азия Аньелли.
Позже Умберто и Антонелла развелись, и в 1974 году Умберто женился на Аллегре Карачиолло ди Кастаньето, двоюродной сестре Мареллы Карачиолло ди Кастаньето (ит.). У них было двое детей, сын, Андреа, родился в 1975 году и дочь, Анна, родилась в 1977 году. Андреа затем пошёл по стопам отца, став президентом «Ювентуса» в 2010 году.